# 上海虹桥当代艺术馆
上海虹桥当代艺术馆（英文：Shanghai Hongqiao Contemporary Art Museum）位于长宁区仙霞路650号，是由上海市长宁区政府支持创办，是一个以展示、交流、研究当代艺术为重点的造型艺术展览馆。

## 简介
上海虹桥当代艺术馆于2009年10月18日开馆。展厅面积约为1000平方米。艺术馆包括展览大厅、多功能学术交流厅、作品典藏室、艺术图书阅览室等。下设上海虹桥半岛版画艺术中心。

## 交通
公交
- 88路、827路、836路、856路：仙霞路水城路站
- 519路、700路、757路、827路、856路、941路、944路、1217路、1251路：水城路仙霞路